# Polietilene furanoato
Il polietilene furanoato, generalmente abbreviato in PEF, è un polimero analogo chimico del polietilene tereftalato
(PET) e del polietilene naftalato (PEN). Il PEF è stato descritto in letteratura scientifica sin dal 1951 (anno del suo brevetto), ma ha ottenuto una rinnovata attenzione da quando il dipartimento dell'energia degli Stati Uniti lo ha inserito come potenziale sostituto a base biologica dell'acido tereftalico purificato (PTA).
Il PEF, inoltre, presenta una barriera ai gas intrinsecamente più elevata per l'ossigeno, l'anidride carbonica ed il vapore acqueo rispetto al PET e può quindi essere considerato un'alternativa interessante per applicazioni di imballaggio come bottiglie e vassoi per alimenti.